# Agroterastísies
Les Agroterastísies (grec antic: Ἀγροτέρας θυσία, 'sacrificis d'Agròtera') eren un festival que se celebrava cada any el 5 de Boedromió a Atenes en honor d'Àrtemis, de sobrenom Agròtera ('la Caçadora').
A Agres, un districte d'Atenes, hi havia un temple d'Àrtemis al lloc on es creia que havia caçat per primera vegada quan va arribar a la ciutat, on, segons Pausànias,, hi havia una estàtua de la deessa amb un arc a la mà. Plutarc diu que el 6 de Boedromió una processó armada portava 600 ovelles a aquest temple, i eren sacrificades pel polemarc en honor de la victòria de la batalla de Marató. Aquest ritual derivava d'un vot que havia fet Cal·límac abans de la batalla de Marató, i que es basava en el costum de fer un sacrifici (σφάγιον, sphagion) a Àrtemis Agròtera abans d'una batalla. El general havia promès sacrificar tantes ovelles com enemics haguessin mort en la batalla. Però quan el nombre d'enemics morts era molt gran i no es podia trobar un nombre igual d'ovelles, els atenesos van decretar que se n'havien de sacrificar 500 cada any, segons diu Xenofont. Elià Tàctic situa el festival el dia 6 de Targelió, i diu que se sacrificaven 800 ovelles, però segurament la data correcta és la primera.